# Pittsburgh Pirates (National Hockey League)
Pittsburgh Pirates var en ishockeyklubb i Pittsburgh, Pennsylvania, som spelade i proffsligan NHL fyrtio år innan dagens Pittsburgh Penguins gjorde entré i samma liga.

## Historia
Pittsburgh Pirates spelade fem säsonger i NHL från 1925 till 1930. Klubben lyckades ta sig till slutspel två gånger, men ekonomiska orsaker och dåligt spel med endast fem segrar gjorde att klubben efter 1930 flyttades till Philadelphia och bytte namn till Philadelphia Quakers. Det var meningen att klubben skulle återvända till Pittsburgh när det byggdes en ny arena, vilket dock aldrig skedde.
Klubbens namn är detsamma som basebollklubben Pittsburgh Pirates i Major League Baseball. Det var vanligt i början på 1900-talet att olika klubbar i olika sporter hade samma smeknamn.
En kuriositet är att tränaren Odie Cleghorn införde flygande byten för första gången och även var den förste att använda tre kedjor.
Bland de spelare som representerade Pittsburgh Pirates i NHL fanns berömdheter som Lionel Conacher, Frank Fredrickson och Mickey MacKay.